# Oskar Gundermann
Oskar Gundermann (* 6. Juli 1894 in Kirchwerder bei Hamburg; † 3. September 1968 in Hannover) war ein deutscher Sozialmediziner, der während der Zeit des Nationalsozialismus Gesundheitsfunktionär im deutsch besetzten Wartheland war und in der Bundesrepublik Deutschland als Medizinalbeamter bei der niedersächsischen Landesregierung tätig wurde.

## Kindheit und Ausbildung
Gundermann wurde 1894 in Kirchwerder bei Hamburg geboren. Er studierte nach dem Abitur ab 1914 Medizin an den Universitäten Göttingen, Tübingen, Freiburg, Berlin, Hamburg, München und Leipzig. Nach dem 1924 in Leipzig abgelegten Staatsexamen wurde er noch im selben Jahr in Berlin zum Dr. med. promoviert und in Dresden approbiert. Infolge seines Medizinalpraktikums und der Assistenzarztzeit leitete er von 1925 bis 1928 die Berliner Kinderheilstätte in Wyk auf Föhr. Er legte 1928 das Amtsarztexamen ab und war von 1928 bis 1929 kurzzeitig bei der Regierung in Merseburg tätig. Ab 1929 war er als Amtsarzt und Medizinalrat in Herzberg (Elster) beschäftigt.

### Karriere 1933–1945
Gundermann war nach der Machtergreifung der Nationalsozialisten zum 1. Mai 1933 der NSDAP beigetreten (Mitgliedsnummer 2.279.435). Ab 1935 war er als Amtsarzt und Medizinalrat in Naumburg (Saale) beschäftigt. Er gehörte dem NS-Ärztebund an und war als Kreisamtsleiter beim Amt für Volksgesundheit sowie als Referent im Landkreis Schweidnitz für die NS-Organisation Kraft durch Freude tätig.
Im Dezember 1939 wurde er Nach der deutschen Besetzung Polens zum ersten Medizinaldezernent bei der Regierung in Kalisch und Litzmannstadt befördert. Von Juni 1940 bis Anfang 1945 leitete er in Posen zunächst kommissarisch, dann hauptamtlich die Medizinalabteilung bei der Behörde des Reichsstatthalters Arthur Greiser, wo er mit dem „Aufbau des Gesundheitswesens im Wartheland“ beauftragt war. Des Weiteren fungierte er als Abteilungsleiter bei der Gauselbstverwaltung. In diesen Funktionen vertrat er eine Volkstumspolitik im nationalsozialistischen Sinne.

## Karriere nach dem 2. Weltkrieg
Nach dem Ende des Zweiten Weltkrieges wurde er im Rahmen von Ermittlungsverfahren zum Tatkomplex Anstaltstötungen und Morde an tuberkulosekranken Polen im Wartheland vernommen. Er bestritt, an diesen Verbrechen beteiligt gewesen zu sein. Er gab außerdem zur Verteidigung des im Nürnberger Ärzteprozess angeklagten Kurt Blome eine eidesstattliche Erklärung ab. Ab 1947 war er als Dozent an der Akademie für Staatsmedizin in Hamburg tätig. Er trat 1950 als Regierungs- und Medizinalrat in den niedersächsischen Landesdienst ein und war ab 1951 im Krankenhausreferat des Niedersächsischen Ministeriums für Vertriebene tätig. Von 1958 bis zu seinem Eintritt in den Ruhestand 1960 leitete er die Gesundheitsabteilung im niedersächsischen Sozialministerium, zuletzt als Ministerialdirigent.

## Schriften (Auswahl)
- Besichtigung durch das Gesundheitsamt. Bielefeld 1949; 2. Aufl. 1958
- Grundrisslösungen für Gesundheitsämter. 2, veränderte Aufl. Bielefeld 1950
- Der Arzt im Gesundheitsamt. Bielefeld 1958